# Reinhold Kopp

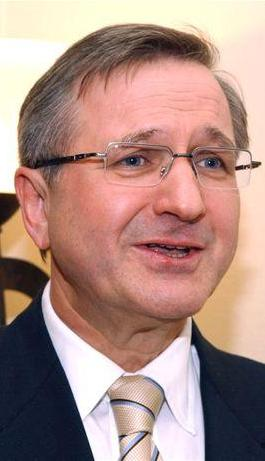
Reinhold Kopp, ca. 2003

Reinhold Kopp (* 28. Juni 1949 in Bexbach) ist ein ehemaliger deutscher Politiker (SPD), Jurist und Manager.

## Leben
Kopp legte 1967 in Homburg sein Abitur ab und studierte anschließend Rechts- und Politikwissenschaften an der Universität des Saarlandes in Saarbrücken. Ab 1975 war er fünf Jahre lang in der Bundesfinanzverwaltung beschäftigt.

### Politische Laufbahn
Von 1979 bis 1985 gehörte Kopp dem Landtag des Saarlandes an; er hatte unter anderem die Funktionen eines Parlamentarischen Geschäftsführers sowie den Vorsitz im Umweltausschuss und im Untersuchungsausschuss Sonderabfall inne. Von 1985 bis 1991 leitete er unter Ministerpräsident Oskar Lafontaine als Staatssekretär die Staatskanzlei des Saarlandes. Im Kabinett Lafontaine II stand er ab dem 5. Juni 1991 dem Ministerium für Wirtschaft, Verkehr und Landwirtschaft vor. 1993 wurde Kopp wegen seiner „besonders rückwärts gewandten“ Waldpolitik mit dem Negativpreis „Dinosaurier des Jahres“ ausgezeichnet; ins Leben gerufen hatte den Preis der NABU-Waldsprecher Wilhelm Bode, ein leitender Mitarbeiter Kopps im Wirtschaftsministerium. Im Zuge einer Regierungsumbildung wurde Kopp 1994 als Wirtschaftsminister entlassen.
Anschließend arbeitete Kopp als Anwalt mit dem Schwerpunkt Wirtschaftsrecht in einer Saarbrücker Kanzlei. Gleichzeitig wurde er 1995 stellvertretender Direktor des Instituts für Europäisches Medienrecht in Saarbrücken und Brüssel, das er gemeinsam mit Thomas Kleist initiiert hatte (bis 2003). Von 1995 bis 2000 war er Vorsitzender des Verwaltungsrates des Saarländischen Rundfunks. Im Juli 2014 wurde er zum Ersten Stellvertretenden Vorstandsvorsitzenden des Instituts für Europäisches Medienrecht in Saarbrücken und Brüssel gewählt.

### Tätigkeit bei der Volkswagen AG
Auf Empfehlung von Peter Hartz trat Kopp Mitte 1998 in die Volkswagen AG ein, wo er zunächst als Beauftragter des Vorstandes den Bereich Regierungsbeziehungen leitete. 1999 wurde er Prokurist und 2000 Generalbevollmächtigter des Unternehmens. Neben weiteren operativen Aufgaben und Funktionen in Aufsichtsgremien leitete er bis zum 30. Juni 2007 den Bereich Konzern-Außenbeziehungen. Er schloss unter anderem einen Kooperationsvertrag zwischen Volkswagen und dem Naturschutzbund Deutschland (NABU) ab, auf dessen Basis Umweltprojekte wie das „Spritspartraining“ und Stakeholderdialoge zu kritischen Themen stattfinden. Des Weiteren förderte Kopp Länderkooperationen für Biokraftstoffe.
Seine Tätigkeit für den Automobilkonzern führte Reinhold Kopp in einen Konflikt mit der Deutschen Umwelthilfe. Deren Bundesgeschäftsführer Jürgen Resch warf Kopp vor, auf besonders „rücksichtslose Art“ Lobbypolitik zu betreiben. So soll maßgeblich durch seine Einflussnahme die für 2005 vorgesehene Einführung des Rußfilters für Diesel-Pkw und dessen steuerliche Förderung verzögert worden sein.
Kopp arbeitet als Rechtsanwalt in Berlin; er ist gleichzeitig Honorarprofessor an der UMC Potsdam (FH).

### Privat
Reinhold Kopp ist verheiratet und hat zwei Töchter.

## Auszeichnungen
Für sein Engagement für die deutsch-französischen und interregionalen Beziehungen in der Großregion Saar-Lor-Lux zeichnete ihn die französische Regierung 1997 mit dem Orden Chevalier dans l Ordre national du Mérite aus.

## Publikationen
- Eberhard Eichenhofer, Reinhold Kopp: Werner Maihofer - Vordenker des Sozialliberalismus. Verlag: J.G. Seume, Saarbrücken, 2022, 1. Auflage, ISBN 978-3981885071.